# Montefeltro
Els Montefeltro foren una important família italiana de l'edat mitjana, dividida en diverses branques, la principal de les quals fou la de comtes de Montefeltro i comtes i ducs d'Urbino.
El primer personatge de la família és un tal Odalric o Udalric, cavaller saxó que era castellà de Carpegna i de Pietrarubbia vers la segona meitat del segle x, i va rebre de l'emperador un diploma imperial datat a Viterbo el 16 d'agost del 962 on se li concedien totes les ciutats fortificades i castells "in Regione Flaminae Senoniae, quae sunt, Mons Cicunus (Monte Cerignone), Sextinum (Sestino), Castellana, Castrum Sancti Clementis (San Clemente), Agellum (Agello, prop de San Clemente), Corianum (Coriano), Mons Scutulus (Montescudo), Albaretum (Albereto), Gessum (Gesso), Castrum Gaiani (Saiano, prop de Montebello), Monzardinus (Monte Giardino), Sassus (Sassofeltrio), Mons Germanus (Monte Grimano), Mons Tassus (Monte Tassi), Mons Copiolus (Montecopiolo), Seravallum (Serravalle), Verucchium (Verucchio), Sanctus Marinus (San Marino), et demum Montis Feretrani (San Leo), Mons Madius (Montemaggio, prop de San Leo), Macerata (Macerata Feltria), Petracutae (Pietracuta), Toranum (Torriana), Scaulinum Vetus (Scavolino), Soanna (Soanne), Pinnnae Billiorum (Pennabilli), et Maiolum (Maiolo)".
Fou pare o més probablement avi d'Oddo Antonio I comte de Carpegna i de Pietrarrubia al segle xi. Els seus fills es van enfrontar en una sagnant guerra i finalment es van repartir els dominis el 1140.
Ranier, un descendent (fill o net o nebot d'Odalric) fou comte de Carpegna, línia establerta a partir del seu possible fill o nebot Guiu.
Un fill, net o nebot d'Odalric va iniciar la línia de comtes sobirans de Sogliano
Després del 1150 apareix com a comte de Pietrarubbia, Galeazzo.
Son germà Antoni I Montefeltro era comte de Montecopiolo, senyor de Monte Tassi i Monte Grimano i governava la part sud del comtat de Carpegna, i va rebre de l'emperador Frederic Barba-roja la comarca de Montefeltro (llavors anomenada de San Leo o Monte Feretrani) després del 1150, prenent el títol de comte de Montefeltro. Fou vicari imperial d'Urbino vers el 1155 però va exercir el càrrec poc temps. Va morir no abans del 1184 i va deixar tres fills: Montefeltrano I Montefeltro, Cavalca i Bonconte.
Montefeltrano I Montefeltro va heretar el comtat de Pietrarubbia a la mort del seu oncle Galeazzo. Va enviar tropes en ajut d'Enric IV a Sicília. Va morir el 1202. va deixar dos fills: Bonconte I Montefeltro i Tadeu I Montefeltro.
Bonconte I Montefeltro (1165-1242) fou el successor a Montefeltro i Pietrarubbia el 1202. Vers el 1210 va arrabassar als seus cosins del comtat de Carpegna el castell de Monte Cerignone. El 1216 fou confirmat en el feu de Montefeltro i Pietrarubbia pel Papa Honori III; el 1226 l'emperador Frederic II li va donar en feu la ciutat d'Urbino amb el territori (comtat), però fins al 1234 no es va poder imposar a la ciutat. La data de la investidura imperial és discutida, i alguns experts es decanten per la de 1213 i altres per la de 1226; la investidura papal del 1216 sembla clar que no es va estendre a Urbino tot i que alguns historiadors ho consideren possible. Va morir el 1242. El va su cceir el seu fill Montefeltrano II Montefeltro,
Montefeltrano II va governar com a comte de Montefeltro, Pietrarubbia i Urbino. A aquesta darrera ciutat va haver d'abandonar el títol comtal i assumir el de podestà per l'oposició de la població (ja era podestà el 1252). Va morir el 1255. El va succeir el seu fill Guiu I Montefeltro. Els altres fills també exerciran càrrecs rellevants: Tadeu II Montefeltro comte, Orlando (bisbe de San Leo elegit el 1275 i fins a la seva mort el 1282) i Feltrano (que el 27 d'agost de 1258, en un repartiment de territoris, va rebre alguns castells)
Guiu I Montefeltro fou comte de Montefeltro, Pietrarubbia i Urbino. El 27 d'agost de 1258 va repartir els dominis amb els seus germans, i el comtat de Pietrarubbia va passar a Taddeu II Montefeltro, pel que fou enderrocat a Montefeltro i Urbino, però va mantenir la lluita i va recuperar el poder el 1282 matant a son germà en un combat (deixant Pietrarubbia als seus fills) i apoderant-se de Cesena, Forlì, Senigallia, Jesi, de les que es va proclamar senyor sobirà (1 de maig de 1282), i de part de la Romanya güelfa; al cap d'uns mesos, el 1283 el poble es va tornar a revoltar i va aclamar com a senyor al Papa; les tropes del Papa el van expulsar de tots els seus dominis. El 13 de maig del 1289 va ser proclamat senyor sobirà de Pisa però en fou deposat en virtut del tractat de Fucecchio del 12 de juliol de 1293. Llavors el Papa Bonifaz VIII el va perdonar i li va retornar els comtats de Montefeltro i Urbino, però cansat i desil·lusionat es va fer frare franciscà professant els vots el 17 de novembre de 1296 i va morir a Assís el 29 de novembre de 1298 essent enterrat a Urbino. El va succeir el seu fill Frederic I Montefeltro.
Frederic I Montefeltro va succeir al seu pare el 1296 i en fou investit per l'emperador. El desembre de 1305 va rebre les senyories sobiranes de Serrungarina i Montecampanaro, i el juliol de 1306 fou proclamat senyor sobirà de Fano, Pesaro i Senigallia, però les va perdre aviat, si bé el 1317 va recuperar Fano, la va tornar a perdre, la va recuperar el 1318, la va tornar a perdre i la va reconquerir el 1321; fou proclamat senyor sobirà de Casole a la Val d'Elsa el desembre de 1312 i fins al gener de 1313, senyor sobirà de Recanati i Cingoli del 1317 al 1322, senyor sobirà de Cagli del 1317 al 1319, podestà d'Arezzo el 1277, 1299, 1302, 1303 i 1304, capità del poble de Cesena el maig de 1301, capità de l'exèrcit del Papa des del 1305, podestà de Pisa del 1313 al 1318, Vicari Imperial a Pisa del 1311 al juny de 1313, Vicari Imperial d'Arezzo des del juny de 1313, capità del poble de Spoleto des de l'agost del 1321. Fou excomunicat diverses vegades (pel Papa Nicolau III el 1277, per Joan XXII el 1319, 1320 i 1321 per heretgia i idolatria). Va lluitar contra el jutge de la Marca d'Ancona, Niccolò da Reggio el 1319 (pel qual que fou declarat heretge per l'arquebisbe de Ravenna el 1321). El 22 d'abril de 1322 el poble d'Urbino es va revoltar i el va matar. El fill Siginolf I Montefeltro conegut per Nolfo I Montefeltro el va succeir.
Siginolf I Montefeltro va recuperar el poder a Urbino el 1323; va ser aclamat senyor (comte) d'Urbino. El 1326 fou podestà de Fabriano. El 1327 l'emperador li va donar la investidura de Pistoia però no la va ocupar. L'abril del 1333 fou capità de l'exèrcit del Papa. Va ocupar el comtat de Montefeltro entrant a San Leo el 1338 com a comte de Montefeltro i Urbino. El 1340 fou senyor de San Marino que va conservar fins al juny de 1355. El 1341 fou capità del poble de Pisa i capità general del seu exèrcit; el 1348 fou capità general de l'exèrcit de Venècia i el mateix any fou nomenat vicari imperial del comtat d'Urbino. El 1351 fou nomenat capità general de l'exèrcit de Milà. El 1352 fou senyor (amb el títol de governador i conservador) de Cagli que va conservar fins al 1354 en què en fou expulsat pel cardenal Albornoz però el 12 de juliol de 1355 fou nomenat vicari pontifici perpetu d'Urbino, San Leo (Montefeltro) i Cagli. Em fou expulsat altra vegada pel cardenal Albornoz el 1359. Fou podestà de Siena el 1357 i capità general del seu exèrcit el 1358. Va morir el 1364. El va succeir en els seus drets el seu fill Frederic II Paolo Novello Montefeltro que el 1360 però fou rebutjat i va morir vers el 1370.
Antoni II Montefeltro fou fill de Frederic II Paolo Novello Montefeltro. Més jove que el pare, juntament amb els seus germans Nolfo II Montefeltro i Galasso Montefeltro es va apoderar d'Urbino i de Montefeltro el 1364 que van conservar fins al 1369. Perdonat pel nunci apostòlic Grimoard va tornar a Urbino el 1376 (des de Cagli) i el 1384 es va traslladar a Gubbio. El 1381 fou capità de l'exèrcit de la reina de Nàpols i el 1385-1386 fou capità de l'exèrcit del senyor de Forli. El novembre del 1388 fou capità de l'exèrcit del senyor de Milà càrrec que va conservar fins a l'octubre del 1391. El 4 de juny de 1390 el Papa Bonifaci IX el va reconèixer comte de Montefeltro i vicari pontifici d'Urbino i Gubbio, de Cagli el18 d'abril de 1392, i senyor de Cantiano el juliol de 1393. El setembre de 1398 fou cap del consell secret del duc de Milà i l'agost del 1402 membre del consell de regència del ducat milanès. Va morir a Urbino el 23 d'abril de 1404 i el va succeir el seu fill Guidantonio I Montefeltro.
Guidantonio I Montefeltro va succeir al seu pare com a comte de Montefeltro (amb els annexos títols de senyor de San Leo i Cantiano) i d'Urbino el 1404 i fou confirmat com a vicari pontifici d'Urbino, Cagli i Gubbio per butlla del 16 de maig de 1404. El 1408 fou nomenat vicari pontifici a Assís (amb Bastia Umbra, Spello i Nocera Umbra però les dues darreres les va cedir el juliol de 1416 a Braccio di Montone). Capità de l'exèrcit del rei de Nàpols (1408) i gran Conestable del Regne de Nàpols (abril 1409). El gener del 1410 fou nomenat vicari pontifici a Forlimpopoli. El maig del 1412 fou nomenat capità de l'exèrcit de l'antipapa Joan XXIII. El setembre de 1413 va haver de cedir Forlimpopoli als Ordelaffi, però en fou reconegut de nou senyor el maig de 1419 a canvi d'un pagament de dotze mil florins. L'antipapa li va concedir Forli el setembre del 1413 però mai va dominar la ciutat. El gener de 1419 el Papa el va elevar a duc d'Urbino, títol de caràcter vitalici, i gonfanoner de l'Església. El 25 d'abril del 1420 fou nomenat vicari pontifici dels estats dels Feltreschi i senyor sobirà de Frontone. El 1424 va rebre el rectorat pontifici de Massa Trabaria i el vicariat pontifici de Castel Durante per butlla del 12 de maig de 1424, com a dot de la seva muller, però en fou expulsat el 1426 per la població local fidel als Brancaleoni. El gener del 1424 fou nomenat capità de l'exèrcit de Venècia. El 16 de març de 1429 fou creat comte de Castel Durante i el 1430 va arrabassar als Brancaleoni Sassocorvaro, Lunano e Montelucco. El 3 de setembre de 1430 fou nomenat capità general de l'exèrcit de Florència però va renunciar al càrrec l'11 de desembre del 1430. El setembre de 1431 fou nomenat senyor sobirà de Città di Castello i la va conservar fins al novembre del 1432. El 1435 fou nomenat senyor sobirà de Pergola i de Mongtone (aquesta darrera la va rebre l'agost de 1435 però la va retornar aviat a Carlo di Montone). El 1443 el Papa Eugeni IV li va donar en feu Sant'Angelo in Vado, Mercatello sul Metauro i Lamole. Va morir a Urbino el 22 de febrer de 1443. El va succéïr el seu fill Oddo Antonio II Montefeltro, la germana del qual, Sveva Montefeltro, fou beatificada pel Papa.
Oddo Antonio II Montefeltro fou nomenat pel Papa Eugeni IV com a duc hereditari d'Urbino el 26 d'abril de 1443 i el va confirmar com a vicari pontifici d'Urbino, Gubbio i Cagli, comte sobirà de Montefeltro i de Castel Durante, senyor sobirà de San Leo, Cantiano, Pergola, Sassocorvaro, Lunano i Montelucco. Va morir a Urbino el 22 de juliol de 1444 a mans de dos ciutadans d'Urbino als que havia seduït les mullers. Com que no tenia fills ni quedava cap germà de sexe masculí, la germana gran Violant Montefeltro tenia el dret a l'herència i en va rebre una petita part que va aportar el 13 de juny de 1347 al seu marit Domènico Malatesta senyor de Cesena, Bertinoro, Meldola i Sarsina, conegut com a Malatesta Novello, consistint la dot amb San Leo i la part nord del comtat de Montefeltro; però el gruix principal dels territoris dels Montefeltro va passar al fill bastard legitimat Frederic III Montefeltro
Frederic III fou reconegut vicari Pontifici d'Urbino, Gubbio, Cagli, comte sobirà de Montefeltro, comte sobirà de Castel Durante, senyor sobirà de San Leo, Cantiano, Pergola, Sassocorvaro, Lunano i Montelucco. El 6 de març de 1445 va adquirir Fossombrone als Malatesta. Fou confirmat en els seus títols i estats pel Papa Nicolau V amb butlla pontifícia del 20 de setembre de 1447. Capità de l'exèrcit de Francesc Sforza el juliol del 1445, capità de la República de Florència el setembre de 1447, capità de l'exèrcit del duc de Milà a l'agost de 1450, i capità de l'exèrcit del rei de Nàpols l'octubre de 1451 i capità general del mateix l'abril del 1452. Capità general de l'exèrcit del Papa el febrer del 1459, capità general de l'exèrcit combinat del duc de Milà i el Papa el gener de 1460, capità general de l'exèrcit del rei de Nàpols el 12 de setembre de 1460.
El Papa Pius II li va renovar la investidura com vicari d'Urbino, Cagli, Pergola, San Leo, Gubbio i Fossombrone el 30 de juliol de 1461, i amb la pau del dia 1 de novembre de 1463 va rebre com a vicari pontifici, Macerata Feltria, Sant'Agata Feltria, Maiolo, Sartiano, Torricella, Libiano, Rocchi, Maiano, Caioletto, Monte Benedetto, Pereto, Scavolino, San Donato, Ugrigno, Pagno, Pennabilli, Maciano, Pietrarubbia, Monte Santa Maria, Montedale, Castellina, Fossa, Ripamassana, Valle Avellana, San Giovanni, Auditore, Sasso, Torre, Piandicastello, Tavoleto, Gesso, Petrella i Certalto; el gener de 1464 encara fou nomenat vicari pontifici a Sassocorvaro i l'1 d'abril de 1464 va ser nomenat vicari general pontifici a la Romanya i a Montefeltro. Fou lloctinent general de l'exèrcit de l'Església el juny de 1465, capità general de l'exèrcit del rei de Nàpols a l'agost del 1465, capità general de l'exèrcit del duc de Milà el 6 de juny de 1466, capità general de l'exèrcit de Florència el gener del 1467, capità general de l'exèrcit del duc de Milà el setembre del 1468, i capità general de l'exèrcit de Florència el maig del 1472. El Papa 
Sixt IV el va nomenar el 23 de març de 1474 duc d'Urbino, com extensió per la branca bastarda legitimada, del títol hereditari concedit a son germanastre Oddo Antonio II Montefeltro el 1443. Fou capità general de l'exèrcit combinat del Papa i el rei de Nàpols l'abril de 1478 i capità general de la Lliga antiveneciana el maig del 1482 i va morir a Ferrara el 10 de setembre de 1482. El va succeir el seu fill Guidobald I Montefeltro.
Guidobald I fou capità de l'exèrcit del rei de Nàpols el setembre del 1482. El 1485 una butlla del Papa el va confirmar com Duc d'Urbino, vicari pontifici perpetu d'Urbino, Gubbio i Cagli, comte de Montefeltro, Massa Trabaria, Castel Durante i Mercatello sul Metauro, senyor i vicari pontifici de San Leo, Cantiano, Pergola, Sassocorvaro, Lunano, Montelucco, Fossombrone, Macerata Feltria, Maiolo, Sartiano, Torricella, Libiano, Rocchi, Maiano, Caioletto, Monte Benedetto, Pereto, Scavolino, San Donato, Ugrigno, Pagno, Pennabilli, Maciano, Pietrarubbia, Monte Santa Maria, Montedale, Castellina, Fossa, Ripamassana, Valle Avellana, San Giovanni, Auditore, Sasso, Torre, Piandicastello, Tavoleto, Gesso, Petrella i Certalto. Capità de l'exèrcit del Papa el 1486. Capità de l'exèrcit del rei de Nàpols el març del 1494. Una altra butlla del 10 de març de 1494 li va donar la investidura com a senyor de Poggio dei Berni, que va cedir a la seva dona. Capità de l'exèrcit de Florència l'abril de 1495, i de l'exèrcit del Papa altre cop el març de 1496, i després de l'exèrcit de Venècia l'abril de 1497 i governador general de l'exèrcit de la república sereníssima el 21 d'agost de 1497. L'abril del 1502, pressionat per les conquestes del duc Valentí (Cèsar Borja), va fugir a Màntua; va tornar als seus dominis l'octubre del mateix any amb intenció de recuperar els territoris per la força però fou derrotat i va haver de tornar a l'exili fins que va poder tornar als seus antics dominis el 28 d'agost de 1503 a la mort del Papa Alexandre VI. General de l'Església el 15 de novembre del 1504. El 15 de setembre de 1504 fou nomenat governador general de les possessions del Papa a Romanya amb el títol de duc de Romanya. Va morir a Fossombrone l'11 d'abril del 1508 sense fills i la successió va passar a la seva germana gran (una germana de nom desconegut, nascuda el 1460, havia mort el 1461) Joana Montefeltro o Giovanna Montefeltro, casada amb Giovanni o Joan della Rovere d'Aragona, duc de Sora i Arce, senyor i vicari pontifici de Mondavio, senyor de Senigallia i Prefecte di Roma (mort el 6 de novembre del 1501); d'aquest enllaç, celebrat l'octubre del 1474, va néixer Francesc Maria I della Rovere, duc d'Urbino. La duquessa Joana Montefeltro va morir a Roma el 1514. Tots els altres germans foren dones, algunes monges, excepte el bastard legitimat Bonconte, que va premorir al pare (va morir de pesta a Sarno el 1458) i el bastard no llegitimat Antoni, que no tenia dret a l'herència.

## Comtes de Montefeltro
- Antoni I Montefeltro 1155-1181
- Montefeltrano I Montefeltro (fill) 1181-1234
- Bonconte I Montefeltro (fill) 1234-1242
- Montefeltrano II Montefeltro (fill) 1242-1255
- Guiu I Montefeltro (fill) 1255-1266
- Tadeu I Montefeltro (germà) 1266-1282
- Guiu I Montefeltro (segona vegada) 1282-1283
- Al Papa 1283-1293
- Guiu I Montefeltro (tercera vegada) 1293-1296
- Frederic I Montefeltro (fill) 1296-1322
- Al Papa 1322-1338
- Siginolf I Montefeltro conegut per Nolfo I (fill) 1322-1354
- Cardenal Albornoz 1354-1355
- Siginolf I Montefeltro 1355-1359
- Cardenal Albornoz 1359-1364
- Frederic II Paolo Novello Montefeltro 1359-1370 (titular)
- Antoni II Montefeltro (fill de Nolfo I) 1364-1369
- Al Papa 1369-1390
- Antoni II Montefeltro (segona vegada) 1390-1404
- Guidantonio I Montefeltro (fill) 1404-1443
- Oddo Antonio II Montefeltro (fill) 1443-1444, duc hereditari 1443
- Frederic III Montefeltro (germà) 1444-1482 duc hereditari 1474
- Guidobald I Montefeltro (fill) 1482-1502
- Cèsar Borja 1502-1503
- Guidobald I Montefeltro (segona vegada) 1503-1508
- Joana de Montefeltro (germana) 1508, casada amb Joan della Rovere

## Comtes d'Urbino
- Bonconte I Montefeltro vers 1226-1242
- Montefeltrano I Montefeltro 1242-1252 i podestà vers 1252
- Guiu I Montefeltro 1252-1266
- Tadeu I Montefeltro 1266-1282
- Guiu I Montefeltro (segona vegada) 1282-1283
- Al Papa 1283-1293
- Guiu I Montefeltro (tercera vegada) 1293-1296
- Frederic I Montefeltro 1296-1322
- Revolució 1322-1323
- Siginolf I Montefeltro conegut per Nolfo I 1322-1354
- Cardenal Albornoz 1354-1355
- Siginolf I Montefeltro (segona vegada) 1355-1359
- Cardenal Albornoz 1359-1364
- Frederic II Paolo Novello Montefeltro 1359-1370 (comte titular)
- Antoni I Montefeltro 1364-1369
- Al Papa 1369-1376
- Antoni I (II) Montefeltro (segona vegada) 1376-1404
- Guidantonio I Montefeltro 1404-1419
- Ducat des de 1419

## Ducs d'Urbino de la família Montefeltro
- Guidantonio I Montefeltro 1419-1443, duc vitalici el 1419
- Oddo Antonio II Montefeltro 1443-1444, duc hereditari el 1443
- Frederic III Montefeltro 1444-1482, duc el 1444, duc hereditari el 1474
- Guidobald I Montefeltro (fill) 1482-1502
- A Cèsar Borja 1502-1503
- Guidobald I Montefeltro (segona vegada) 1503-1508
- Joana de Montefeltro, 1508, casada amb Joan della Rovere